# Torebnik piżmowy
Torebnik piżmowy (Hypsiprymnodon moschatus) – gatunek ssaka, jedynego żyjącego przedstawiciela rodzaju torebnik (Hypsiprymnodon) oraz rodziny torebnikowatych (Hypsiprymnodontidae). 

## Taksonomia
Gatunek po raz pierwszy zgodnie z zasadami nazewnictwa binominalnego opisał w 1876 roku australijski ornitolog Edward Pierson Ramsay na łamach czasopisma Proceedings of the Linnean Society of New South Wales i nadając mu nazwę Hypsiprymnodon moschatus. Miejsce typowe to obszar Rockingham Bay, Queensland, Australia. Okazy typowe to dwa syntypy oznaczone w drodze późniejszego ustalenia: oprawiona skóra bez czaszki samca (sygnatura AM PA.1135 z kolekcji Muzeum Australijskiego) oraz skóra i czaszka samicy (sygnatura AM PA.1136 z kolekcji Muzeum Australijskiego); Ramsay w oryginalnym opisie sugeruje, że jego materiał został uzyskany przez K. Broadbenta. Istnieje również możliwy syntyp: skóra i czaszka dorosłego samca (sygnatura MMUS M.458 z kolekcji Macleay Museum przy University of Sydney); data pozyskania materiału nieznana.
Gatunek monotypowy.

### Etymologia
- Hypsiprymnodon: rodzaj Hypsiprymnus Illiger, 1811 (kanguroszczur); οδους odous, οδοντος odontos „ząb”[13].
- moschatus: późnołac. moschatus „piżmowy”, od łac. muscus „piżmo”, od gr. μοσχος moskhos „piżmo”, od pers. ‏مشک‎ mušk „piżmo”[14].

## Zasięg występowania
Torebnik piżmowy występuje w wilgotnych lasach równikowych północno-wschodniej Australii, ograniczonay do północno-wschodniego Queensland, od Helensvale (Mount Amos) na zachód do Ravenshoe i na południe do okolic Ingham.

## Morfologia
Długość ciała (bez ogona) 15–27 cm, długość ogona 12–16 cm; masa ciała 360–680 g. Torebnik piżmowy ma wydłużony pysk, okrągłe i nagie uszy, zaś ogon jest nieowłosiony i pokryty łuskami. Ma brązowe, gęste futro. Wybarwienie części grzbietowej ciemniejsze, zaś na bokach jaśniejsze. Pazury są słabo wykształcone.

## Tryb życia
- Prawdopodobnie zachowuje aktywność zarówno w nocy jak i dzień.
- Zwyczaje – Jest samotnikiem, ale może żyć także w parze.
- Bardzo często porusza się jak królik, na 4 kończynach. Ma bardzo dobrze wykształcony pierwszy palec na każdej stopie w przeciwieństwie do innych kangurowatych.
- Pożywienie – owoce palm, ale także owadami i innymi bezkręgowcami[4].

### Rozmnażanie
- Samice torebnika piżmowego regularnie rodzą bliźnięta.
- Młode rodzą się zazwyczaj w porze deszczowej (od lutego do maja; lecz zdarzają się wyjątki)[4].

## Status zagrożenia
W Czerwonej księdze gatunków zagrożonych Międzynarodowej Unii Ochrony Przyrody i Jej Zasobów został zaliczony do kategorii LC (ang. least concern ‘najmniejszej troski’).